# North Wiltshire (Île-du-Prince-Édouard)
North Wiltshire est un village dans le comté de Queens sur l'Île-du-Prince-Édouard, au Canada, au nord-est de Crapaud.